# CyanogenMod
CyanogenMod, CM, saɪ.'æn.oʊ.dʒɛn.mɒd (вимовляється sigh-AN-oh-jen-mod — сайЕнодженмод) — це ОС з відкритим кодом, похідна від проекту Android Open-Source. CyanogenMod розроблялась в основному Стівом «Cyanogen» Кондиком (Стефані Кондік) та спільнотою XDA-розробників. Спочатку для T-Mobile G1 у 2009 році, а згодом для низки моделей смартфонів та планшетів. CyanogenMod містить додаткові нові функції, покращення продуктивності, безпеки та стабільності та покращений контроль (з адміністративним доступом) для підтримуваних пристроїв у порівнянні з програмним забезпеченням виробника. Назва CyanogenMod походить від cyanogen (назва хімічної сполуки) + Mod (термін для модифікацій, розроблених користувачами).
Станом на серпень 2015 року CyanogenMod була найпопулярнішою прошивкою та була встановлена більш ніж на 50 мільйонах пристроїв.
В грудні 2016 року були випущені останні версії CM-13.0, оновлені з урахуванням останніх виправлень безпеки, і незабаром Cyngn оголосила про закриття інфраструктури, що підтримує CyanogenMod. Того ж року спільнота розробників, дизайнерів, спеціалістів з обслуговування пристроїв та перекладачів, вжили заходів, необхідних для створення вилки вихідного коду CM та очікуваних виправлень. Ця вилка, яка отримала назву LineageOS, відродила величезні зусилля громади, які були витрачені на розробку CM, зберігаючи при цьому професійну якість та надійність.

## Історія розробки
Невдовзі після випуску моделі мобільного телефону HTC Dream у вересні 2008 року було знайдено спосіб отримати повний адміністративний доступ (права суперкористувача root) до підсистеми Linux операційної системи Android. Ця розробка («рутинг»), в поєднанні з відкритим початковим кодом операційної системи Android, дозволяла модифікувати та перевстановлювати прошивку пристрою за бажанням. Розробник під псевдонімом JesusFreke скористався цим і розробив модифіковану прошивку для HTC Dream. Перша версія CyanogenMod, опублікована 25 травня 2009 року на форумі спільноти XDA-Developers, базувалася на цій прошивці, модифікованій JesusFreke. Пізніше JesusFreke припинив свою роботу і порекомендував замість неї CyanogenMod.
Подібно до багатьох проектів з відкритим кодом, CyanogenMod було розроблено з використанням розподіленої системи контролю версій з офіційними репозиторіями, розміщеними на GitHub. Співавтори надсилають нові функції або виправляють помилки за допомогою Gerrit. Внески можуть бути перевірені будь-ким, за них можуть проголосувати зареєстровані користувачі, і зрештою прийняті в код одним із небагатьох розробників CyanogenMod.
Для розвитку проєкту стартап створив спільноту розробників, яка налічувала кілька тисяч осіб. У Cyanogen також були свої контриб'ютори, серед яких технічний директор Стів Кондик (Steve Kondik) і головний інженер Коушик Дутта (Koushik Dutta).У 2013 році стартап залучив $30 млн у двох раундах від Andreessen Horowitz, Redpoint Ventures, Benchmark Capital і Tencent.
11 січня 2015 року вийшла версія "11.0-XNPH05Q-tomato" на базі Android 7.1 (Nougat), яка стала останньою версією, офіційно випущеною як прошивка CyanogenMod..

## Характеристика
CyanogenMod має ряд відмінностей від Android:
- Захист конфіденційності: «Захищений режим» (App Guard) вбудований механізм, що дозволяє зробити дві речі: заборонити додаткам доступ до тих чи інших даних або датчиків (відкликати повноваження) або включити свого роду конфіденційний режим, коли при запиті особистих даних користувача (список контактів, місце розташування, відомості про власника і так далі) додаток отримує випадковим чином згенеровану інформацію. Наприклад, рандомні координати або список контактів з нісенітницею замість імен і телефонів.[16]
- WhisperPush: Сумісний з Signal сервіс для шифрування повідомлень (припинив роботу 1 лютого 2016 року)[17]
- Керування жестами на екрані блокування,

додаткові параметри для налаштування інтерфейсу, такі як: наприклад, розташування плиток у швидких налаштуваннях,
покращений менеджер тим
- Загальносистемний еквалайзер звуку,
- Підтримка багатьох аудіо та відео форматів, в тому числі FLAC
- CyanogenMod підтримував велику кількість смартфонів та планшетів, які продовжували постачатися новими версіями прошивки навіть після того, як виробник пристрою припинив випускати оновлення.

Серед особливостей CyanogenMod: підтримка аудіокодека FLAC, можливість вбити процес довгим тапом на кнопку "Назад", підтримка OpenVPN, використання таких програм, як BusyBox, apps2sd, можливість вмикати Bluetooth у режимі літака, великий список APN, USB-модем, поліпшені меню перезавантаження і панель запуску, Wi-Fi, Bluetooth і USB тетерінг, підтримка оверклокінга, розширені налаштування продуктивності, підтримка власних тем оформлення тощо. Список офіційно підтримуваних пристроїв включає близько 250 моделей, серед них — гаджети всіх популярних марок, включаючи флагманські апарати Samsung.

## Історія версій

### CyanogenMod 5
26 травня 2010 року Стіво Кондик опублікував вихідний код версії см-5,0,7.

### CyanogenMod 6
Випущений на базі Android 2.2 (Froyo) для Nexus One, HTC Dream, Magic, Aria, Legend, Desire, Evo, Hero, Wildfire, Motorola Droid, Incredible і Slide. Бета-версія CyanogenMod 6 стала доступною 11 липня 2010 року, а пізніше, 28 серпня 2010 року, вийшла перша стабільна версія.

### CyanogenMod 7
CyanogenMod 7 базувався на Android 2.3 (Gingerbread). 15 лютого 2011 року були випущені перші бета-версії для декількох підтримуваних пристроїв. Четверта бета-версія була випущена 30 березня 2011 року. Вона зміцнила позиції CyanogenMod серед інших подібних прошивок, а також містила багато виправлень. 11 квітня 2011 року вийшла перша стабільна версія CyanogenMod 7.0 на базі Android 2.3.3 (Gingerbread). Остання версія CyanogenMod 7 - CyanogenMod 7.2 на базі Android 2.3.7 (Gingerbread).

### CyanogenMod 8
CyanogenMod 8 планувалося розробити на основі Android 3.x Honeycomb, однак у зв'язку з тим, що вихідний код не був відкритий компанією Google після CyanogenMod 7 була позначена версія CyanogenMod 9.

### CyanogenMod 9
CyanogenMod 9 базується на Google Android 4.0 Ice Cream Sandwich. Стів Кондик (Steve Kondik) та його команда оголосили, що розпочнуть роботу над новим релізом після того, як Google опублікує вихідний код Android 4.0.1. Перший прес-реліз був представлений 26 червня 2012 року, а стабільна версія вийшла 9 серпня 2012 року. Одночасно з випуском стабільної версії, випуск нічних збірок для CM 9 було майже зупинено. Останньою на даний момент є нічна збірка від 09.09.2012. Команда розробників CM заявила, що підтримка версії 9 буде надаватися лише в обсязі критичних виправлень. Всі зусилля будуть зосереджені на розробці CyanogenMod 7 та 10.

### CyanogenMod 10
Робота над новою версією CyanogenMod на базі Android Jelly Bean (4.1) почалася після того, як Google випустив вихідний код Google Android 4.1 у червні 2012 року. Стабільна версія CyanogenMod 10 була випущена 13 листопада 2012.

### CyanogenMod 10.1
Робота над новою версією CyanogenMod, заснованої на Android 4.2.1 Jelly Bean, почалася після того, як Google в листопаді 2012 року опублікувала вихідний код Android 4.2.1. Очікувалося, що номер версії буде 11, але розробники вирішили використовувати точку, так як ОС не містить істотних змін і несе в собі ті ж функції, що і попередня. те саме ім'я. з 15 лютого 2013 року CyanogenMod 10.1 перейшов на базу Android 4.2.2. 24 вересня 2013 року була випущена стабільна версія CyanogenMod 10.1.3.

### CyanogenMod 10.2
CyanogenMod 10.2 заснований на Android 4.3 Jelly Bean.

### CyanogenMod 11
CyanogenMod 11 заснований на Android 4.4 KitKat.

### CyanogenMod 12
Робота над CyanogenMod 12 почалася відразу після того, як Google опублікувала вихідний код для Android 5.0, а перші нічні збірки були випущені 6 січня 2015 року.

### CyanogenMod 12.1
Робота над CyanogenMod 12.1 розпочалася відразу після того, як Google опублікувала вихідний код для Android 5.1, а перші нічні збірки були випущені 16 квітня 2015 року.

### CyanogenMod 13
CyanogenMod 13 заснований на Android 6.0 Marshmallow.

### CyanogenMod 14
CyanogenMod 14 заснований на Android 7.0 Nougat.

### CyanogenMod 14.1
CyanogenMod 14.1 заснований на Android 7.1 Nougat.

## Підтримка з боку виробників смартфонів
Компанія Samsung найняла на роботу засновника проєкту CyanogenMod та почала безкоштовне розповсюдження нових моделей телефонів серед інших розробників CyanogenMod. Компанія Sony Ericsson заявила, що вважає прошивки, створені ентузіастами, повноправними членами екосистеми Android..
| Історія версій CyanogenMod | Історія версій CyanogenMod         | Історія версій CyanogenMod    | Історія версій CyanogenMod                                                                                        |
| Версія                     | Android-версія                     | Дата релізу                   | Опис |
| -------------------------- | ---------------------------------- | ----------------------------- | --- |
| 3.1                        | Android 1.5 (Cupcake)              | 2009                          | |
| 3.2                        | Android 1.5 (Cupcake)              | 2009                          | |
| 3.3.x                      | Android 1.5 (Cupcake)              | 2009                          | |
| 3.4.x                      | Android 1.5 (Cupcake)              | 2009                          | |
| 3.5.x                      | Android 1.5 (Cupcake)              | 2009                          | |
| 3.6.x                      | Android 1.5 (Cupcake)              | 2009                          | |
| 3.9.x                      | Android 1.5 (Cupcake)              | 2009                          | |
| 4.0.x                      | Android 1.6 (Donut)                | 2009                          | |
| 4.1.x                      | Android 1.6 (Donut)                | 2009                          | |
| 4.2.x                      | Android 1.6 (Donut)                | 2009                          | |
| 5.0.0                      | Android 2.0 / 2.1 (Eclair)         | 2010-02-14                    | |
| 5.0.1                      | Android 2.0 / 2.1 (Eclair)         | 2010                          | |
| 5.0.2                      | Android 2.0 / 2.1 (Eclair)         | 2010                          | |
| 5.0.3.x                    | Android 2.0 / 2.1 (Eclair)         | 2010                          | |
| 5.0.4.x                    | Android 2.0 / 2.1 (Eclair)         | 2010-02-27                    | |
| 5.0.5.x                    | Android 2.0 / 2.1 (Eclair)         | 2010-03-19                    | |
| 5.0.6                      | Android 2.0 / 2.1 (Eclair)         | 2010-04-16                    | |
| 5.0.7                      | Android 2.0 / 2.1 (Eclair)         | 2010-05-25                    | |
| 5.0.8                      | Android 2.0 / 2.1 (Eclair)         | 2010-07-19                    | |
| 6.0.x                      | Android 2.2 (Froyo)                | 2010-08-28                    | |
| 6.1.x                      | Android 2.2 (Froyo)                | 2010-12-06                    | |
| 7.0.0                      | Android 2.3 (Gingerbread)          | 2011-04-10                    | |
| 7.0.1                      | Android 2.3 (Gingerbread)          | 2011-04-25                    | |
| 7.0.2                      | Android 2.3 (Gingerbread)          | 2011-04-25                    | |
| 7.0.3                      | Android 2.3 (Gingerbread)          | 2011-05-05                    | |
| 7.1.0                      | Android 2.3.7                      | 2011-10-10                    | |
| 7.2.0                      | Android 2.3.7                      | 2012-06-16                    | |
| 9.0.0                      | Android 4.0.4 (Ice Cream Sandwich) | 2012-08-09                    | |
| 10.0.0                     | Android 4.1.2 (Jelly Bean)         | 2012-11-13                    | |
| 10.1.0                     | Android 4.2.1 (Jelly Bean)         | 2013-01-25                    | |
| 10.1.1                     | Android 4.2.2 (Jelly Bean)         | 2013-02-15                    | |
| 10.2                       | Android 4.3 (Jelly Bean)           | 2013-08-14                    | |
| 11                         | Android 4.4 (KitKat)               | 2013-12-05                    | |
| 12                         | Android 5.0.2 (Lollipop)           | 2015-01-06                    | |
| 12.1                       | Android 5.1.1 (Lollipop)           | 2015-04-17                    | |
| 13                         | Android 6.0 (Marshmallow)          | 2015-11-24                    | |
| 14                         | Android 7.0 (Nougat)               | Н/Д                           | Пропущена, бо скоро перед завершенням розробки CM 14.0 Google випустила Android 7.1                               |
| 14.1                       | Android 7.1 (Nougat)               | 9 листопада 2016 (09.11.2016) | CM14.1 розглядається як "робота в прогресі" та відсутні деякі фірмові функції CyanogenMod. Список змін невідомий. |